# White Branch
White Branch es un lugar designado por el censo ubicado en el condado de Benton en el estado estadounidense de Misuri. En el Censo de 2020 tenía una población de 301 habitantes y una densidad poblacional de 215 habitantes por km². Fue incluido como CDP en el censo de 2020. 

## Geografía
White Branch se encuentra ubicado en las coordenadas 38°14′03″N 93°21′14″O / 38.23417, -93.35389.Según la Oficina del Censo de los Estados Unidos,  tiene una superficie total de 1,40 km², de la cual 1,29 km² corresponden a tierra firme y 0,11 km² a agua.